# Корсет

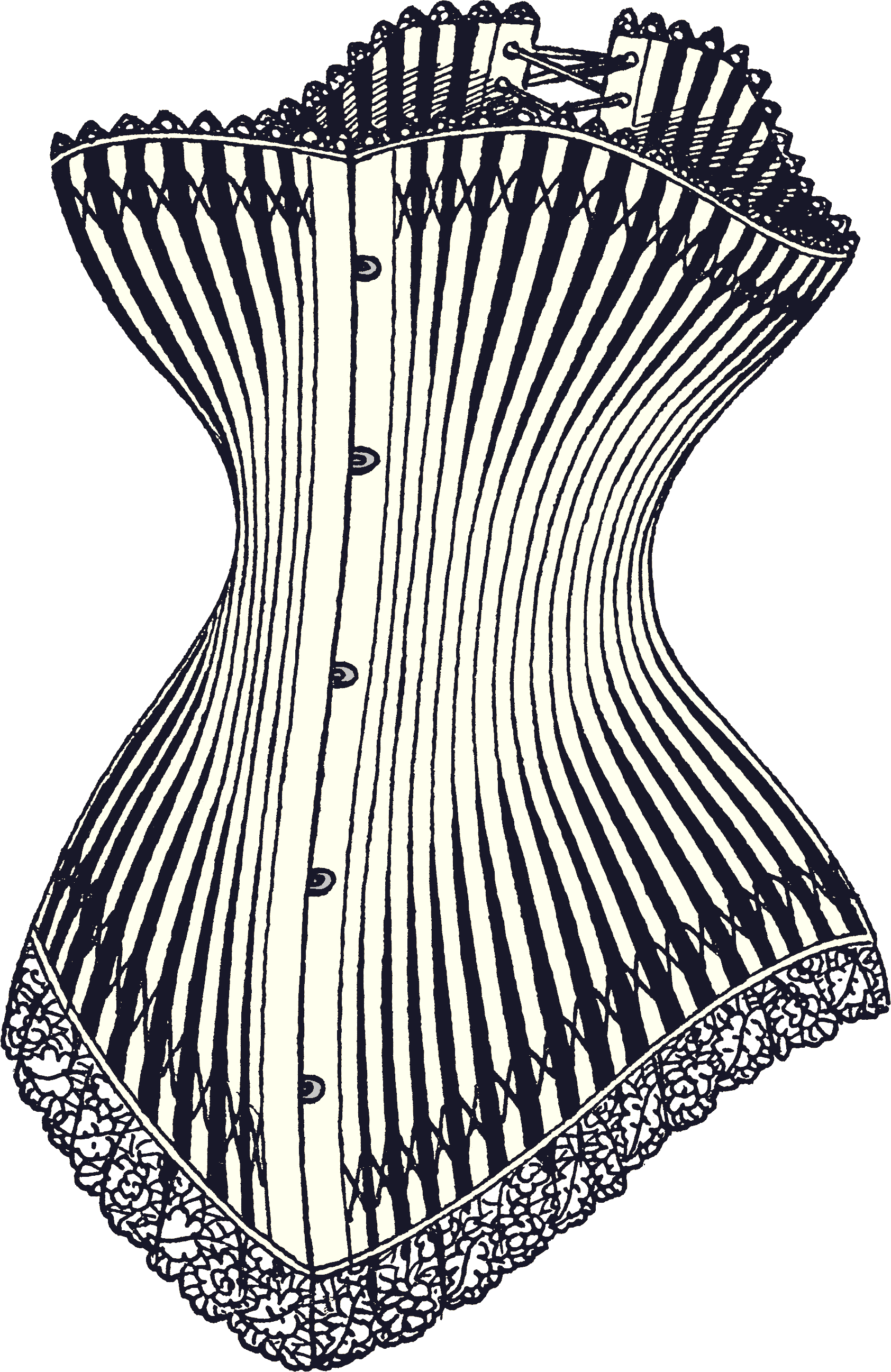
Шнурівка «пісковий годинник» зразка 1878 року

Корсе́т (фр. corset, від corps — «тіло»), рідше керсе́т, заст. шнурі́вка або шнурови́ці  — предмет, головним чином, жіночого одягу у вигляді широкого поясу з ушитими пружними пластинками, що туго охоплює нижню частину грудної клітки та живіт для додання фігурі необхідного виду (горда постава, струнка талія) та м'якої підтримки грудей. Зазвичай із одного або декількох боків зроблено шнурування, нерідко з іншого боку роблять застібки або вставляють блискавку.

## Історія
Перші згадки про корсет датуються 2600—1250 рр. до н. е. Мешканці острову Крит затягували талію шкіряними поясами. Жінкам вони надавали витонченості, а чоловіків захищали у боях. Для більшої міцності в корсети вставляли металеві та дерев'яні пластини, а для краси прикрашали ювелірними виробами. Аби відповідати античним вимогам, давньогрецькі жінки надягали під хітони широкі стрічки, які підкреслювали талію і груди, і стягували їх так, аби завадити зростанню грудей. Римські матрони носили вже широкі пояси зі шнурівкою, запозичені у германських варварів.
В період Раннього Середньовіччя на зміну вільному драпованому греко-римському одягу в моду увійшов щільно облягаючий ліф-корсет, у ватну підкладку якого закріплювали залізні та дерев'яні бруски. Бруски розташовувались між грудними залозами і тягнулись зверху до нижньої частини живота. Ліф-корсет міг шнуруватися спереду, збоку або ззаду. Вартість такого корсету була дуже дорогою, тому прикрасити ним свій гардероб могли лише багаті дами.
Чоловічий корсет імітував панцир (колет), був виготовлений із металу, іноді зі шкіри, і закривав весь тулуб від шиї до верхньої половини стегна. Колет носили воїни-кавалеристи, який додатково захищав від мечів та стріл ворога. В епоху пізнього Відродження (друга половина XV—XVI ст.) корсети-панцирі виготовлялися із ажурного заліза, а також з покритим тканиною китовим вусом.
Ще у XIII ст. в Європі з'являється бандаж — широкий пояс, який носили лише жінки. Такий пояс підтримував груди і виділяв талію, сформувавши до XV ст. силует «пісковий годинник». В цей же період в Бургундії жіночі корсети почали виготовляти зі шкіри з металевими брусками. Для доступу повітря до тіла в корсеті робили круглі отвори. При стягуванні корсета краї отворів врізалися у шкіру і доставляли жінкам жахливі муки.
У 1468 році іспанська королева Жуана Португальська винайшла залізний корсет, який стягував фігуру по боках і зачинявся на замок. З допомогою шнурівки вона приховала свою вагітність від чоловіка. В кінці 1470-х років її наступниця Ізабелла I Кастильська зобов'язала своїх служниць носити корсети, який жінки носили до початку XX ст.
Щойно винайденим корсетом зацікавилася іспанська інквізиція, яка проголосила жінок джерелом усіх бід і звела плоску фігуру в культ. Знатні дами почали носити металеві корсети зі сталевими болтами, які були дуже важкими і схожими на лати. Корсет робив груди пласкими і деформував жіноче тіло. З раннього віку дівчата носили корсети зі свинцевих пластин, які стискали грудну клітку і не давали грудям розвиватись.
В цей же період знаменита французька королева мод Катерина Медічі запровадила стандарт обхвату талії, який складав 33 см (13 дюймів). Для досягнення бажаної форми аристократки стягували талію до 20–20,5 см в напівобхваті, тим самим викликаючи захворювання внутрішніх органів. Вузький корсет здавлював печінку, зміщував шлунок, стискав нирки та живіт, порушував правильний кровообіг і завдавав шкоди всьому організму в цілому. Нерідко жінки помирали від постійного носіння болісного корсету. Також у «жертв» моди виникали проблеми з харчуванням та відтворювальною функцією, внаслідок яких значно зросла рання смертність серед багатих дам.
В XVII ст. в конструкції корсета на зміну брускам прийшов китовий вус. Міцний та гнучкий, він дозволяв створювати ідеальну талію, яка дорівнювала 40 см. В моду знову входить звичай піднімати груди, роблячи їх більш пишними. Відтоді корсет виготовляють із шовку, атласу та мережива і прикрашають стрічками та пір'ями.
Корсети вдягали не лише на Заході, але й на Сході. Індійські танцівниці баядери носили корсети, які відповідали потребам здоров'я і одночасно удосконалювали жіночу фігуру. Їхні корсети виготовлялися із кори мадагаскарського дерева, мали тілесний відтінок та імітували оголені груди. Завдяки еластичним властивостям корсет не ускладнював дихання і ніколи не знімався на ніч.
У XVIII ст. в моду входять важкі драповані спідниці, вагу яких допомагав розподілити корсет. Цей предмет жіночого туалету як і раніше підтримував спину, вирівнював поставу і шнурувався ззаду на англійський манер або спереду на французький. Іноді використовувався шматок вишитого матеріалу, аби приховати шнурівку, іноді її показували відкрито. В роки Французької революції в моду входить стиль ампір із завищеною талією, ідеалом якого стали греко-римські зразки одягу з переважанням простоти.
На межі XVIII—XIX ст. жіночий корсет зникає з гардеробу. Чоловічий корсет виконував ті ж функції, що й жіночий, хоча й зберіг властивості бронежилету. Замість корсету дами носили туалети з глибоким декольте або напівкорсет з еластичних тканин. Груди підтримувались вузьким шарфом, який зав'язувався ззаду навхрест.
У 1810 році корсет знову повертається в моду, і шиють його вже не прості швачки, а корсетники. Чотири роки потому англійці створили в Парижі свій тип корсету, здивувавши талією на нормальній висоті. Однак французька мода все ж перемогла. Лінія талії почала повільно опускатися, зайнявши до 1825 року природнє положення. Відтоді всі європейські жінки почали знову носити корсети на китовому вусі, які дозволяли наблизити фігуру до форми піскового годинника.
У французькій промисловості виготовлення корсетів набуло особливого значення. Воно зосередилось у Ліоні та Роміллі, де одразу ж були запроваджені новації у застібці корсету. У 1828 році було винайдено металічне вушко, яке попередньо вирізалося з металу і прикріплювалось до виробу петельними стібками. Пізніше, у 1835 році, з'явилася застібка з блоків. Всі ці нововведення дозволяли шнурувати корсети щільніше.
Розвиток медицини, боротьба за рівноправ'я жінок, їх часткова участь у суспільно-корисній діяльності призводять до того, що все частіше роздаються голоси проти корсету, шкідливого для здоров'я. Першою проти загальноприйнятого костюму виступила французька письменниця та феміністка Жорж Санд. Згубний вплив корсету був підтверджений лікарями, які довели, що наслідками носіння цієї деталі жіночого туалету є проблеми шлунково-кишкового тракту, викривлення хребта, хвороби внутрішніх органів, паніка та депресія. Корсет міг спровокувати ранню смерть жінки, однак незважаючи на лякаючі застереження медиків, корсет все ще боровся за право на існування і навіть продовжував змінювати конфігурацію. У 1869 році гладкий ліф сформував силует трикутник, форми якого створювались завдяки прикріпленої до ліфу каркасної спідниці.
У 70-х роках XIX ст. з'явилися дуже довгі корсети «кіраса», що опускалися до стегон і робили жінок дуже схожими на русалок. Застібка складалася з двох сталевих смужок та гачків, які дозволяли легко знімати корсет. На його виготовлення йшло близько 40 пластин китового вуса. У 1880 році був створений особливий корсет «помпадур», який був максимально коротким і розташовувався вище тазу, завершуючись спереду та ззаду гострим кутом.
На межі XIX—XX ст. вузька талія та пишні груди сформували S-подібний силует, який надав жіночій фігурі вигнутих образів. Корсет поступово подовжувався до колін, поверх якого надягали ще один ліф та нижню спідницю. З того часу корсети почали шити із еластичних тканин. У 1905 році французький модельєр Поль Пуаре створив колекцію суконь вільного крою, під якими носили спеціальні м'які грації з каучуку «корселетти».
З 1908 року корсет перестав бути частиною жіночого костюму. Цьому сприяв винахід рентгену, на знімках якого були сильно деформовані ребра та внутрішні органи від постійного носіння корсету. В цей період технічний прогрес, який подарував світові велосипед, відбився і на гардеробі. У 1920-х роках «стиль гарсон» сформував прямий чоловічоподібний силует з плоскими грудьми та заниженою талією, нівелювавши всі типи жіночності.
В наступні два десятиліття з'являються аналоги сучасних корсетних виробів. В США корсети були оголошені непатріотичним товаром, так як на їх виготовлення йшло чимало цінного металу. У 1947 році французький модельєр Крістіан Діор створив корсет із шовкової сітки, зміцненої 24 пластинами з китового вуса, і повернув моду на тонку талію та жіночні форми.
1960-ті роки ознаменувалися відродженням фемінізму, який дав поштовх руху за соціалізацію жінки та її звільнення від домашніх турбот. Корсет знову зникає із гардеробу, з'являючись на показах дизайнерських колекцій або на виступах знаменитостей. Замість корсету жінки почали носити комбінації, які додавали трохи стрункості. У 1990 році Жан-Поль Готьє створив для співачки Мадонни корсет з гостроконечним бюстгальтером, представлений сімома роками раніше в рамках колекції осінь-зима.
Черговий корсетний бум стався після прем'єри фільму «Мулен Руж», що спонукало багатьох дизайнерів на створення своїх колекцій довкола талії в корсеті. Цей предмет жіночого туалету став невід'ємною частиною костюму в готичній субкультурі та стимпанку. Також корсет поєднується із вечірніми та весільними нарядами, які підкреслюють жіночність та плавні вигини силуету.

## Застосування
Найбільш часто шнурівка використовувалася для створення бажаного силуету. Він підкреслює стрункість постави, зменшуючи талію та візуально збільшуючи плечі, підтримує груди, роблячи її пружнішою на вигляд, створює потрібну (чи модну) поставу. Плечові ремені на деяких версіях корсетів розгортали плечі подібно до сучасних ортопедичних реклінаторів для підтримки гордої постави.
Зазвичай шнурівка охоплює торс починаючи або на рівні пахв, або безпосередньо під грудьми і закінчуючись над стегнами, іноді заходячи на них і, в особливо рідкісних випадках, доходячи до колін. Також був відомий більш короткий вид шнуровиць, що охоплює тільки талію, під назвою waist cincher («поясна попруга»). На деяких корсетах кріпилися підв'язки для панчіх.
Нерідко шнурівка підтримувала пишну сукню, розподіляючи по всьому тілу вагу криноліна або турнюра.

## У літературі
|  | Впрягла в ґринджолята павичку.., Взяла спідницю і шнурівку, І хліба з сіллю на тарілку, К Еолу мчалась, як оса.— І. П. Котляревський, «Енеїда» |

|  | Кров з її повного тіла з-під шнуровиць полилась до голови.— І. С. Нечуй-Левицький, «Старосвітські батюшки та матушки» |

|  | Продай, мамо, дві телиці, купи мені шнуровиці.— Народна пісня |